# Куросава, Томоё
Томоё Куросава (яп. 黒沢 ともよ Куросава Томоё) — японская актриса, певица и сэйю. Родилась 10 апреля 1996 года в префектуре Сайтама. Начала свою карьеру в 2000 году в качестве актрисы в телесериале. Является сотрудницей агентства Mausu Promotion.

## Биография
Томоё начала заниматься актёрством в возрасте трёх лет, и уже через год получила роли в сериале, рекламе и спектакле. В 2000 году Куросава снялась в историческом сериале Aoi Tokugawa Sandai. В 2003 году Томоё сыграла роль в постановке «Сотворившая чудо» по пьесе Уильяма Гибсона и решила связать свою жизнь с карьерой актрисы, о чём рассказала в своём эфире на интернет-радио A&G NEXT BREAKS FIVE STARS. В том же году она сыграла Хибари Мисору в детстве в постановке Shin Misora Hibari no Monogatari.
В 2005 году сыграла маленького Моцарта (роль Амаде) в постановке «Моцарт!» и заинтересовалась пением, услышав исполнение Акинори Накагавы. В своём блоге она написала, что этот момент определил её жизнь. В 2006 году Куросава исполнила заглавную песню для японской версии мультсериала «Пингвинёнок Пороро». В старшей школе Куросава посещала одновременно кружки поп-музыки и домоводства, благодаря которым полюбила кулинарию и игру на гитаре. На сайте агентства Mausu Promotion в числе её хобби указаны танцы, игра на гитаре и пение.
В 2008 Куросава записала движения для превью и концерта Sound Horizon. В 2010 году её пригласили поработать над пятым альбомом группы, Märchen.
В 2009 году Томоё сыграла Жаклин Бувье в постановке пьесы Grey Gardens.
Первую роль в аниме Куросава получила в 2010 году, сыграв роль Нацуки Коямы в полнометражной ленте Welcome to the Space Show. Позже Томоё вышла из группы Space Craft Junior, чтобы сосредоточиться на учёбе, после чего в 2012 году перешла в Mouse Promotion и вернулась к работе. В 2015 году она получила роль главной героини аниме Kyoto Animation Sound! Euphonium, Кумико Омаэ.
С 2015 по 2019 год Томоё училась в университете Хосэй.
3 марта 2018 года Томоё Куросаве была присуждена Seiyu Awards как лучшей актрисе-сэйю.
8 июня 2023 года актриса опубликовала фотографию с рукописным сообщением о своём замужестве.

## Список ролей

### Телесериалы
- (2000) Aoi Tokugawa Sandai (яп. 葵 徳川三代) — Итихимэ;
- (2003) Burakku Jakku ni Yoroshiku (яп. ブラックジャックによろしく) — Юми;
- (2006) Attention Please (яп. アテンションプリーズ) — Юко Мисаки (детские годы);
- (2007) Juken no Kamisama (яп. 受験の神様) — эпизодическая роль;
- (2007) Sesame Street (яп. セサミストリート) — Дзюнко.

### Аниме

#### ТВ-аниме
2012
- Aikatsu! — Отомэ Арисугава;
- Black Rock Shooter — эпизодические персонажи

2014
- Amagi Brilliant Park — Сильфи
- Black Bullet — Тина Спраут
- Futsuu no Joshikousei ga (Locodol) Yatte Mita — Цубаса Цуруки
- Yuuki Yuuna wa Yuusha de Aru — Ицуки Инубодзаки[16]

2015
- Hibike! Euphonium — Кумико Омаэ[12]
- Owari no Seraph — Мирай Кимидзуки
- The Idolmaster Cinderella Girls[англ.] — Мириа Акаги[17]

2016
- Hibike! Euphonium 2 — Кумико Омаэ

2017
- «Страна самоцветов» — Фосфофиллит

2018
- Akanesasu Shoujo — Аска Цутимия
- BanG Dream! Girls Band Party! ☆ Pico — Мисаки Окусава/Мишель[18]
- Cutie Honey Universe — Флэш Хани
- FLCL Progressive — Айко
- Hisone to Masotan — Нао Кайдзаки
- Karakuri Circus — Таланда Лизелотта Татибана

2019
- Afterlost — Рёко
- Astra Lost in Space — Фуниция Рафаэлли
- Araburu Kisetsu no Otome-domo yo — Хитоха Хонго
- BanG Dream! 2nd Season — Мисаки Окусава/Мишель[19]

2020
- BanG Dream! 3rd Season — Мисаки Окусава/Мишель[19]
- BanG Dream! Girls Band Party! ☆ Pico ~Ohmori~ — Мисаки Окусава/Мишель[18]
- Listeners — Цендэ Нойбаутэн[20]
- Rail Romanesque — Курэнай[21]
- Uchitama?! Have you seen my Tama? — Кома Окэтани
- Wandering Witch: The Journey of Elaina — Сая[22]
- «Акудама Драйв» — Обычная женщина / Мошенница[23]
- «Магическая битва» — Такада-тян

2021
- Bishounen Tanteidan — Вана Наганава
- Sayounara Watashi no Cramer — Сумирэ Суо
- Yuru Camp 2 — Аяно Токи

2022
- Akiba Maid War — Сипон

2023
- Maho Shojo Magical Destroyers — Пинк
- Skip and Loafer — Мицуми Ивакура
- Tengoku Daimakyou — Куку
- Undead Girl Murder Farce — Ая Риндо

2024
- Hibike! Euphonium 3 — Кумико Омаэ

#### Полнометражные фильмы
2010
- Uchuu Show e Youkoso — Нацуки Кояма

2014
- Gekijouban Aikatsu! Idol Katsudou! — Отомэ Арисугава

2016
- Gekijouban Hibike! Euphonium: Kitauji Koukou Suisougakubu e Youkoso — Кумико Омаэ

2017
- Gekijouban Hibike! Euphonium: Todoketai Melody — Кумико Омаэ

2018
- Liz to Aoi Tori — Кумико Омаэ

2019
- Gekijouban Hibike! Euphonium: Chikai no Finale — Кумико Омаэ
- Love Live! Sunshine!! The School Idol Movie: Over the Rainbow — Цуки Ватанабэ
- My Hero Academia: Heroes Rising — Махоро Симано

2020
- Crayon Shin-chan: Crash! Rakuga Kingdom and Almost Four Heroes — Юма[24]

2022
- Yuru Camp: Movie — Аяно Токи

#### Веб-анимация
2022
- «Киберпанк: Бегущие по краю» — Ребекка

### Игры
- (2012) Aikatsu! Cinderella Lesson — Отомэ Арисугава
- (2013) Aikatsu! Futari no My Princess — Отомэ Арисугава
- (2013) The iDOLM@STER Cinderella Girls — Мириа Акаги
- (2014) Rage of Bahamut — Мито
- (2016) Girls' Frontline[англ.] — P7, РПК-203
- (2017) Azur Lane — Муцу
- (2019) Arknights[англ.] — Amiya
- (2019) Fire Emblem: Three Houses — Sothis (позже появилась и в Fire Emblem Heroes)